# هيلين نوغينت
هيلين نوغينت (بالإنجليزية: Helen Nugent)‏ هي سيدة أعمال أسترالية، ولدت في 14 فبراير 1949 في بريزبان في أستراليا.